# بوكيمون دايمند اند برل
بوكيمون دايمند اند برل (ポケットモンスター ダイヤモンド＆パール، Pocket Monsters Diamond & Pearl) هي سلسلة الثالثة من أنمي  بوكيمون، مستوحاة من ألعاب الجيل الرابع، وتمتد من الموسم العاشر إلى الموسم الثالث عشر، تم بثها لأول مرة في اليابان في عام 2006. تدور القصة حول الشخصية الرئيسية آش كيتشام (Satoshi) ورفاقه في المغامرة، داون وبروك.
سلسلة بوكيمون دايمند اند برل تضم 191 حلقة، وتم بثها في اليابان من عام 2006 إلى عام 2010. تم دبلجة السلسلة إلى العديد من اللغات، وتم بثها في العديد من البلدان حول العالم.

## القصة
تتبع السلسلة مغامرات "آش كيتشوم" وصديقه "بيكاتشو" في منطقة سينو (Sinnoh)، وهي منطقة مستوحاة من هوكايدو في اليابان. يهدف آش إلى الفوز في دوري سينو، ويكوّن فريقًا جديدًا من البوكيمونات.
ينضم إليه:
- داون (Dawn): مدربة بوكيمونات طموحة تحلم بأن تصبح منسقة عروض بوكيمون مشهورة.
- بروك (Brock): صديق قديم لآش وطبيب بوكيمونات طموح.

## عدد المواسم
تنقسم السلسلة في الدبلجة الإنجليزية إلى أربعة أجزاء رئيسية:
- Diamond and Pearl[1]
- Diamond and Pearl: Battle Dimension[2]
- Diamond and Pearl: Galactic Battles[3]
- Diamond and Pearl: Sinnoh League Victors[4]

### تاريخ العرض
بدأ عرض السلسلة في اليابان في 28 سبتمبر 2006، واستمر حتى 4 سبتمبر 2010.

## الأفلام
| إسم الفيلم الياباني الأصلي | إسم الفيلم في النسخة الإنجليزية       | تاريخ الإصدار                |
| --- | ------------------------------------- | ---------------------------- |
| 劇場版ポケットモンスター ダイヤモンド&パール ディアルガVSパルキアVSダークライ "وحوش الجيب الماس واللؤلؤ الفيلم - ديالغيا ضد بالكيا ضد داركراي"                   | Pokémon: The Rise of Darkrai          | 14 يوليو 2007 24 فبراير 2008 |
| 劇場版ポケットモンスター ダイヤモンド&パール ギラティナと氷空（そら）の花束 シェイミ "وحوش الجيب الماس واللؤلؤ الفيلم - غيراتينا وباقة الزهور من السماء: شايمين" | Pokémon: Giratina & the Sky Warrior   | 19 يوليو 2008 13 فبراير 2009 |
| 劇場版ポケットモンスター ダイヤモンド＆パール アルセウス 超克の時空へ "وحوش الجيب الماس واللؤلؤ الفيلم - أركيوس: غزو الزمكان"                                    | Pokémon: Arceus and the Jewel of Life | 18 يوليو 2009 20 نوفمبر 2009 |
| 劇場版ポケットモンスター ダイヤモンド＆パール 幻影の覇者 ゾロアーク "وحوش الجيب الماس واللؤلؤ الفيلم - قائد الأوهام الأعلى: زوروارك"                             | Pokémon—Zoroark: Master of Illusions  | 10 يوليو 2010 5 فبراير 2011  |